# Jim Mattox

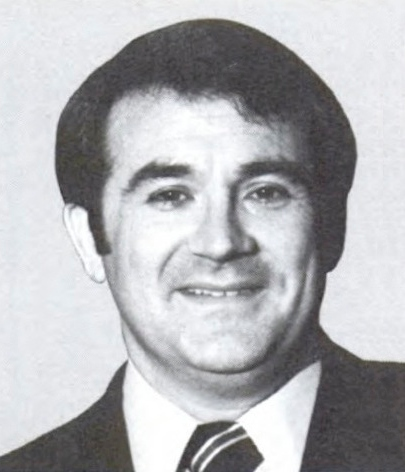
Jim Mattox (1979)

James Albon „Jim“ Mattox (* 29. August 1943 in Dallas, Texas; † 20. November 2008 in Dripping Springs, Texas) war ein US-amerikanischer Politiker. Zwischen 1977 und 1983 vertrat er den Bundesstaat Texas im US-Repräsentantenhaus.

## Werdegang
Jim Mattox besuchte bis 1961 die Woodrow Wilson High School in Dallas und studierte danach bis 1965 an der Baylor University in Waco. Nach einem anschließenden Jurastudium an der Southern Methodist University und seiner 1968 erfolgten Zulassung als Rechtsanwalt begann er in diesem Beruf zu arbeiten. In den Jahren 1968 bis 1970 war er stellvertretender Bezirksstaatsanwalt im Dallas County. Gleichzeitig schlug er als Mitglied der Demokratischen Partei eine politische Laufbahn ein. Zwischen 1973 und 1977 saß er als Abgeordneter im Repräsentantenhaus von Texas. In den Jahren 1984, 1988 und 1992 war er Delegierter zu den jeweiligen Democratic National Conventions.
Bei den Kongresswahlen des Jahres 1976 wurde Mattox im fünften Wahlbezirk von Texas in das US-Repräsentantenhaus in Washington, D.C. gewählt, wo er am 3. Januar 1977 die Nachfolge des Republikaners Alan Steelman antrat. Nach zwei Wiederwahlen konnte er bis zum 3. Januar 1983 drei Legislaturperioden im Kongress absolvieren. Im Jahr 1982 verzichtete er auf eine weitere Kandidatur. 1983 wurde er wegen Korruptionsverdachts angeklagt, aber nach einem langen Prozess freigesprochen.
Zwischen 1983 und 1991 amtierte Mattox als Attorney General von Texas. Im Jahr 1990 kandidierte er erfolglos für das Amt des Gouverneurs. Vier Jahre später scheiterte er bei dem Versuch, die Nominierung seiner Partei für die Wahlen zum US-Senat zu erringen; 1998 bewarb er sich ebenso erfolglos um die Rückkehr in das Amt des Attorney General von Texas. Er starb am 20. November 2008 in Dripping Springs.